# Alma (Nebraska)
Alma és una població dels Estats Units a l'estat de Nebraska. Segons el cens del 2000 tenia 1.214 habitants.

## Demografia
Segons el cens del 2000, Alma tenia 1.214 habitants, 520 habitatges, i 318 famílies. La densitat de població era de 669,6 habitants per km².
Dels 520 habitatges en un 25,6% hi vivien nens de menys de 18 anys, en un 54% hi vivien parelles casades, en un 5% dones solteres, i en un 38,8% no eren unitats familiars. En el 36,3% dels habitatges hi vivien persones soles el 22,7% de les quals corresponia a persones de 65 anys o més que vivien soles. El nombre mitjà de persones vivint en cada habitatge era de 2,23 i el nombre mitjà de persones que vivien en cada família era de 2,93.
Per edats la població es repartia de la següent manera: un 24,3% tenia menys de 18 anys, un 3,4% entre 18 i 24, un 19,8% entre 25 i 44, un 23,9% de 45 a 60 i un 28,7% 65 anys o més.
L'edat mediana era de 46 anys. Per cada 100 dones de 18 o més anys hi havia 82,3 homes.
La renda mediana per habitatge era de 27.315 $ i la renda mediana per família de 36.250 $. Els homes tenien una renda mediana de 26.786 $ mentre que les dones 17.065 $. La renda per capita de la població era de 14.795 $. Aproximadament el 9,5% de les famílies i el 13,1% de la població estaven per davall del llindar de pobresa.

## Poblacions més properes
El següent diagrama mostra les poblacions més properes.